# Francisco Morales Fernández
Francisco José Ignacio Manuel Morales y Fernández (Santafé de Bogotá, 8 de marzo de 1758-Santafé de Bogotá, 22 de noviembre de 1816) fue un militar, hacendado y político neogranadino, considerado uno de los próceres de la Independencia de Colombia.
Morales alcanzó el grado de coronel en el ejército realista, pero a pesar de ello era leal a la causa patriota, siendo sus hijos Antonio y Francisco continuadores de su obra. Es patriarca de una de las familias de la aristocracia bogotana, siendo sus descendientes importantes políticos en la actualidad.